# シュヴァルツブルク＝ゾンダースハウゼン自由州

シュヴァルツブルク＝ゾンダースハウゼン自由州
Freistaat Schwarzburg-Sondershausen

シュヴァルツブルク＝ゾンダースハウゼン自由州

シュヴァルツブルク＝ゾンダースハウゼン自由州 (ドイツ語: Freistaat Schwarzburg-Sondershausen) は1918年11月のドイツ革命でシュヴァルツブルク＝ゾンダースハウゼン侯国の君主制が廃止されて成立したドイツ国の自由州である。1920年5月1日に他のテューリンゲン諸邦6州と合邦してテューリンゲン州となった。 

## 歴史
ドイツ革命を受けて、侯国議会は1918年11月12日に全会一致で参政権に関する新法の起草を政府に要請すること、および暫定政府として州評議会を設置することを決定した。州評議会には侯国議会議長ハラルト・ビールフェルト (ドイツ民主党)、侯国議員ヴィルヘルム・ベールヴィンケル (ドイツ独立社会民主党) およびオットカー・ カイル (ドイツ国家人民党) の他、「国民の信託を受けた代表」としてドイツ独立社会民主党のフリードリヒ・エックと労兵レーテ評議会議長エミール・ツォルンが参加した。シュヴァルツブルク＝ゾンダースハウゼン侯ギュンター・ヴィクトルは、1918年11月25日に州評議会が承認した憲法に退位に伴う所要の修正を行う法案に署名した後、退位した。これによりシュヴァルツブルク＝ゾンダースハウゼン自由州は行政当局として従来の省庁に加えて州評議会を有する構成となった。州評議会は、シュヴァルツブルク＝ゾンダースハウゼンは「社会人民国家 (sozialen Volksstaat)」であると宣言した。   
1918年12月には、ギュンター・ヴィクトル侯と州評議会の間で廃位に伴う補償が合意され、24,600ヘクタールの所領の所有権は州に移された。一方、ギュンター・ヴィクトル侯には21万マルクの生涯年金の他、ゾンダースハウゼン城やゲーエン城および狩猟館の部屋の使用権の他、旧所領での狩猟権が認められた。 
1919年1月26日の州議会選挙では、ドイツ独立社会民主党が絶対多数を確保した。1919年4月1日には参政権の変更と新たな市町村法を含む州基本法が制定された。翌日には、州基本法に基づく州評議会が発足した。州務相テオドール・バウアー、参議エルンスト・フォン・ネッセ、人民相ウィルヘルム・ベールヴィンケル (独立社会民主党) の他、民主党のハラルト・ビールフェルトと独立社会民主党のフリードリヒ・エックおよびヨーゼフ・ヘーアが評議会議員となった。12月13日にはテオドール・バウアーが州議会との意見の相違を理由に辞任し、後任にはエルンスト・フォン・ネッセが就任した。ベールヴィンケルは州務相となり、ネッセの後任の参議には元議員ヴィルヘルム・トーレが就任した。また、人民相はブルーノ・ビーリクとなった。 
1919年6月19日、シュヴァルツブルク＝ゾンダースハウゼン自由州議会はテューリンゲン諸邦との合邦を承認した。少数ながらプロイセン自由州への編入を望む声もあった。1920年2月には新たな教会憲法が発効し、政教分離が初めて規定された。 
1920年5月1日に他のテューリンゲン諸邦6州と合邦してテューリンゲン州となり、シュヴァルツブルク＝ゾンダースハウゼン自由州は主権国家としては消滅した。1920年12月9日の「移行期間における旧テューリンゲン諸邦の管理に関する法律 (Gesetz über die Verwaltung der ehemaligen thüringischen Länder in der Übergangszeit)」で州政府は地区代表と地区政府に再編され、さらに1923年4月1日には移行期間が終了して地区政府も解体された。 

## 州議会選挙
- 投票日：1919年1月26日[1]

- 定数：16

| 政党                 | 得票率  | 獲得議席 |
| -------------------- | ------- | -------- |
| ドイツ民主党         | 16.05％ | 3        |
| ドイツ国家人民党     | 15.32％ | 2        |
| 公式リスト           | 5.79％  | 1        |
| ドイツ独立社会民主党 | 62.85％ | 10       |

- 州評議会：1919年4月2日 ‐ 1919年12月13日
州務相：テオドール・バウアー、人民相：ヴィルヘルム・ベールヴィンケル (ドイツ独立社会民主党)、参議：エルンスト・フォン・ネッセ
議員：ハラルト・ビールフェルト (ドイツ民主党)、フリードリヒ・エック (ドイツ独立社会民主党)、ヨーゼフ・ヘーア (ドイツ独立社会民主党)
- 州評議会 ：1919年12月13日 ‐ 
州務相：エルンスト・フォン・ネッセおよびヴィルヘルム・ベールヴィンケル、人民相：ブルーノ・ビーリク (ドイツ独立社会民主党)、参議：ヴィルヘルム・トーレ 
議員：ハラルト・ビールフェルト (ドイツ民主党)、フリードリヒ・エック (ドイツ独立社会民主党)、ヨーゼフ・ヘーア (ドイツ独立社会民主党)